# Tyge Nielssøn
Tyge Nielssøn, der sich später Kastberg oder Castberg nannte, (* um 1610 auf der Insel Kalø vor der Ostküste Jütlands; † 1687 in Sunnmøre) war der erste Buchdrucker Norwegens, städtischer Richter und Stammvater der norwegischen Geschlechter Castberg und Knagenhjelm. Sein 1643 gedruckter Almanach En Ny Allmanach paa det Aar effter Jesu Christi Fødsel 1644 ist das älteste in Norwegen gedruckte und noch erhaltene Buch.

## Leben

### Der Drucker

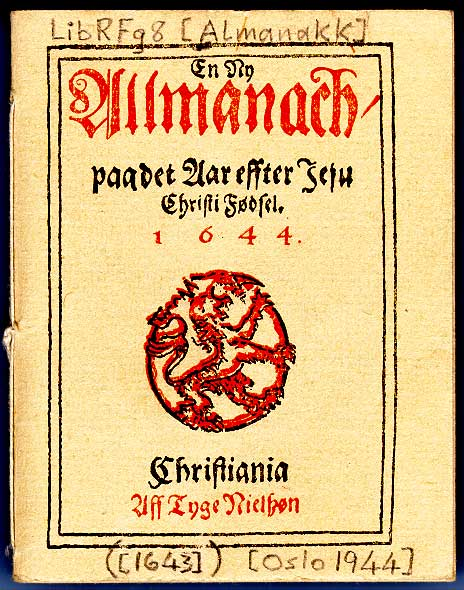
Einband des Almanachs für das Jahr 1644, des ersten in Norwegen gedruckten Buchs

Tyge Nielssøn gründete in Kopenhagen um 1630 eine Offizin (Buchdruckerei), in der zunächst geistliche und gelehrte Werke erschienen. 1632 druckte er – bezahlt von Ellen Marsvin, der Schwiegermutter des Königs – die Psalmen Davids im großformatigen Folio, in den beiden folgenden Jahren zwei vom Kanzler Jens Bjelke (1580–1659) beauftragte Bücher. Ein königliches Privileg vom 28. Mai 1634 verbot für zehn Jahre den Nachdruck von Büchern aus seiner Druckerei. Trotz prominenter Kundschaft war der Betrieb nicht sehr rentabel; populäre Publikationen in einfacher Ausstattung, aber größeren Auflagen, wie der Husholdningskalender (Haushaltskalender) und das Lægebog (Medizinischer Ratgeber), konnten die Lage nicht nachhaltig bessern.
Als Tyge Nielssøn von Christen Staphensøn Bang, Gelehrter und Pfarrer in Romedal (Stange), gebeten wurde, seine Druckerei nach Norwegen zu verlegen und dort Bangs Postilla catechetica zu drucken, ging er bereitwillig darauf ein. Die Stadt Christiania war noch jung und hatte erst 3000 Einwohner. Nach einem verheerenden Brand 1624 war die Siedlung Oslo auf einen neuen Standort verlegt worden und hatte den Namen des dänischen (und norwegischen) Königs Christian IV. erhalten. Ein Gymnasium war 1636 gegründet worden. Religiöse Auseinandersetzungen hatten die Nachfrage nach geistlicher Literatur ansteigen lassen. Bang übergab dem Drucker 200 Riksdaler, 300 Bündel Papier und alle seine Manuskripte.
Als Nielssøn 1643 seine Druckerei in Christiania eröffnete, war er der erste in Norwegen tätige Drucker. „Die Kunst des Druckens hatte längst ferne Länder wie Island, Nord- und Südamerika erreicht, aber nicht Norwegen.“ Er bemühte sich um die Genehmigung zum Druck von Almanachen und Schulbüchern, die bisher in Dänemark gedruckt und in Norwegen teuer verkauft worden waren: En Ny Allmanach paa det Aar effter Jesu Christi Fødsel 1644, wahrscheinlich auch ein Nachdruck eines dänischen Buches, vereinte in sich ein Kalendarium, ökonomische Ratschläge, Lebensregeln, erbauliche Betrachtungen und Anekdoten. 1643 gedruckt, ist der Allmanach das älteste in Norwegen gedruckte und dort noch erhaltene Buch (einziges Exemplar in der Nasjonalbiblioteket). Die im öffentlichen Auftrag gedruckte Schrift Aggershusiske Acters Første Quartals Summariske Beskriffuelse … war eine Berichterstattung aus dem Torstenssonkrieg gegen Schweden und damit „das erste gedruckte Nachrichtenmagazin des Landes.“ Nur fünf weitere Drucke Nielssøns, erbauliche Schriften und populäre Bänkelgesänge, sind erhalten geblieben – alle aus den Jahren 1643 und 1644.

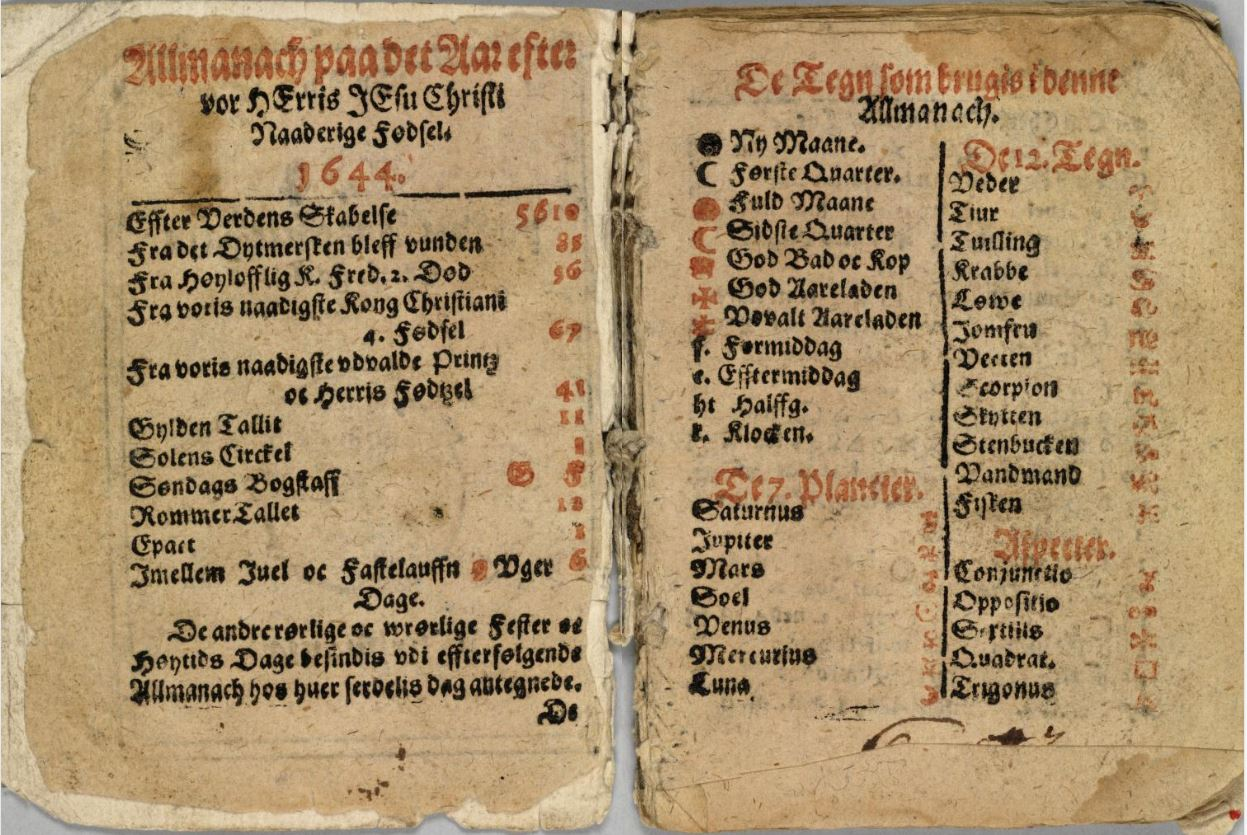
Einführung in den Almanach

Wegen der Nicht-Veröffentlichung von Bangs achtbändiger Postilla catechetica, eines kommentierten Katechismus, kam es zum Streit. Die genaue Vereinbarung zwischen Tyge Nielssøn und Christen Bang und die Hintergründe ihres Konflikts sind nicht bekannt. Jedenfalls reichte Nielssøn am 20. Dezember 1643 eine Klage wegen Vertragsbruch gegen Bang ein; Bang antwortete mit einer Gegenklage. Am 3. April 1644 (oder am 11. Mai 1644) erging ein Urteil zugunsten von Bang. Nielssøn sollte eine beträchtliche Entschädigung zahlen, konnte dies aber nicht. Er überließ Bang seine Druckereiausrüstung und gab das Druckgewerbe auf. Erst zwei Jahre später kam wieder ein Drucker nach Norwegen, Melchior Martzan aus Kopenhagen, und betrieb eine Offizin in Christiania. Die Postilla catechetica wurde erst 1655 fertiggestellt, unter Beteiligung der Drucker Martzan, Valentin Kuhn und Michel Thomessøn in Christiania.
Würdigung

«Tyge Nielssøns presse brøt vei for boktrykkerkunsten herhjemme. Det skjedde sent, og det skjedde smått; men den la allikevel den første sten i den grunnmur som nu bærer norsk åndsliv og oplysning, norsk kultur og fremskritt.»

„Die Presse von Tyge Nielssøn ebnete den Weg für die Buchdruckkunst in Norwegen. Es geschah spät, und es geschah klein; aber es legte dennoch den ersten Stein in das Fundament, das jetzt das norwegische intellektuelle Leben und die Aufklärung, die norwegische Kultur und den Fortschritt unterstützt.“

### Der Richter
Der Drucker Tyge Nielssøn ist mit großer Sicherheit derselbe Tyge Nielssøn, der 1646 in Westnorwegen bekannt wurde, zunächst als stellvertretender Diözesanschreiber in Bergen und später als Sorenskriver, Schreiber des Richters Niels Knag, in Sula in Sunnmøre. Circa 1649 heiratete er die Tochter des Richters, Maren Nielsdatter Knag (1626–1705). Das Ehepaar lebte mit sieben Kindern auf dem Hof Vågnes auf Sula in Borgund, südlich von Ålesund.
Ab 1650 arbeitete Tyge Nielssøn auch als Kaufmann in Bergen, wo er das Bürgerrecht besaß. 1656 verzichtete er auf das Bürgerrecht, da er, ernannt durch den Schöffen Ove Bjelke, das Richteramt seines erkrankten Schwiegervaters übernahm. „Nach Angaben seines Sohnes Henning Tygessøn Castberg blieb er bis zu seinem Tod im Amt. Der letzte von ihm unterzeichnete Fall ist auf den 18. Juni 1687 datiert, und der erste Fall unter einem neuen Richter ist auf den 5. November desselben Jahres datiert – er muss also in dieser Zeit verstorben sein.“
Der Richter Tyge Nielssøn nannte sich ab Ende der 1670er Jahre Tyge Nielssøn Castberg (oder Kastberg), vermutlich nach der Gemeinde Kastbjerg bei Kalø, wo er geboren wurde. Von seinem Sohn Christopher Tygessøn Castberg (ca. 1655–1692) stammen alle heute bekannten Vertreter des norwegischen Geschlechts Castberg ab, wie z. B. Johan Castberg (1862–1926), Frede Castberg (1893–1977), Tycho Castberg (1900–1982) und Johan Christian Castberg (1911–1988).
Ein weiterer Sohn Tyges, Niels Tygesøn Knag Castberg (1661–1737), wurde Rechtsanwalt in Bergen und nahm zunächst den Namen seiner Mutter an. Nachdem er 1710 die adeligen Güter Kaupanger, Stedje und Losne in Sogn erworben hatte, wurde er 1721 in den Adelstand erhoben und begründete das Geschlecht Knagenhjelm (oder Knagenhielm). Kaupanger befindet sich noch immer im Besitz dieser Familie.

### Identität

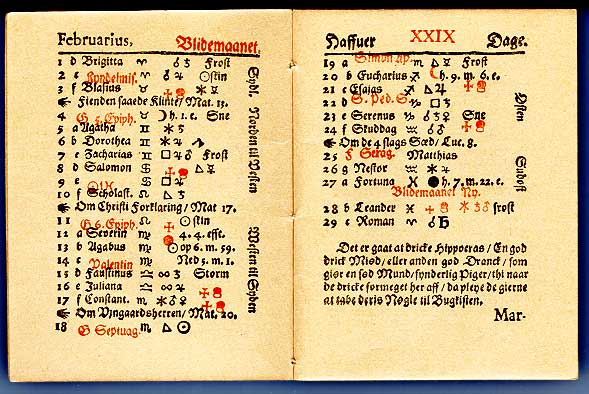
Monat Februar im Almanach

Die Identität von Tyge Nielssøn dem Drucker mit Tyge Nielssøn dem Richter wurde von Alf Calmeyer Melhus 1943 überzeugend dargestellt und ist seither nicht bestritten worden. Beide Personen sind gleich alt, stammen aus Jütland, wurden von der Familie Bjelke gefördert, tragen denselben – seltenen – Namen, und die Lebensläufe überschneiden sich zeitlich nicht.

## Tyge Nielssøns Norwegische Drucke
(Quelle )
- H. F.: Encke-Suck, Flugblatt über den Kummer der Witwe Helle Nielsdatter, die ihren Mann auf der See verloren hatte (Exemplar in der Bibliothek Karen Brahe, Odense).
- En Merckelig Vjse om den yderste Dommedag, Flugblatt mit Vorhersage eines Unheils (Exemplar in der Bibliothek Karen Brahe, Odense).
- En Ny Allmanach paa det Aar effter Jesu Christi Fødsel, 1644, Christiania 1643 (Digitalisat des Exemplars der norwegischen Nationalbibliothek).
- Nils Svendsen Cronich: I Jesu Christi Naffn. Aandelige Jule-Betenckning, Om den Allerstørste Glæde oc Allerhøyeste Ære, at bekomme oc beholde, udi vor Frelsere Jesu Christo, formedelst hans Hellige och Glædelige Fødsel oc Menniskelige Naturs annammelse. Predigt an Hannibal Sehested, Christiania 1644 (Digitalisat des Exemplars der norwegischen Nationalbibliothek).
- Kriegs Artickle som Wi Christian den Fierde …, öffentliche Bekanntmachung (Exemplar in der Königlichen Bibliothek Kopenhagen).
- Kjeld Stub: (?) Aggershusiske Acters Første Quartals Summariske Beskriffuelse…, öffentliche Bekanntmachung (Exemplare in der Königlichen Bibliothek Kopenhagen und in der Königlichen Bibliothek Stockholm).
- Caspar Farmi Brochman (Bischof von Seeland): Formaning til Geistligheden Vdi Sielandss Stict…, kirchliche Ermahnung. (Exemplar in Det Kongelige Norske Videnskabers Selskab Trondheim).